# Alexianer-Krankenhaus Aachen
Das Alexianer-Krankenhaus Aachen ist ein Fachkrankenhaus für Psychiatrie, Psychotherapie und Psychosomatik am Alexianergraben in Aachen und wurde Mitte des 17. Jahrhunderts im dortigen Alexianerkloster Aachen von der Ordensgemeinschaft der Alexianerbrüder eingerichtet. Es wird seit 2008 von der Alexianer GmbH betrieben und steht in der Trägerschaft der „Stiftung der Alexianerbrüder“. Das Krankenhaus verfügt im Jahr 2020 über rund 270 stationäre und teilstationäre Plätze sowie rund 800 Mitarbeiter. Ihm angeschlossen ist der „Alexianer Wohn- und Beschäftigungsverbund“ mit rund 120 Betten in sechs Wohneinrichtungen und das „Pia causa – Zentrum für ambulante Dienstleistungen“ als Ambulanter Pflegedienst.

## Geschichte

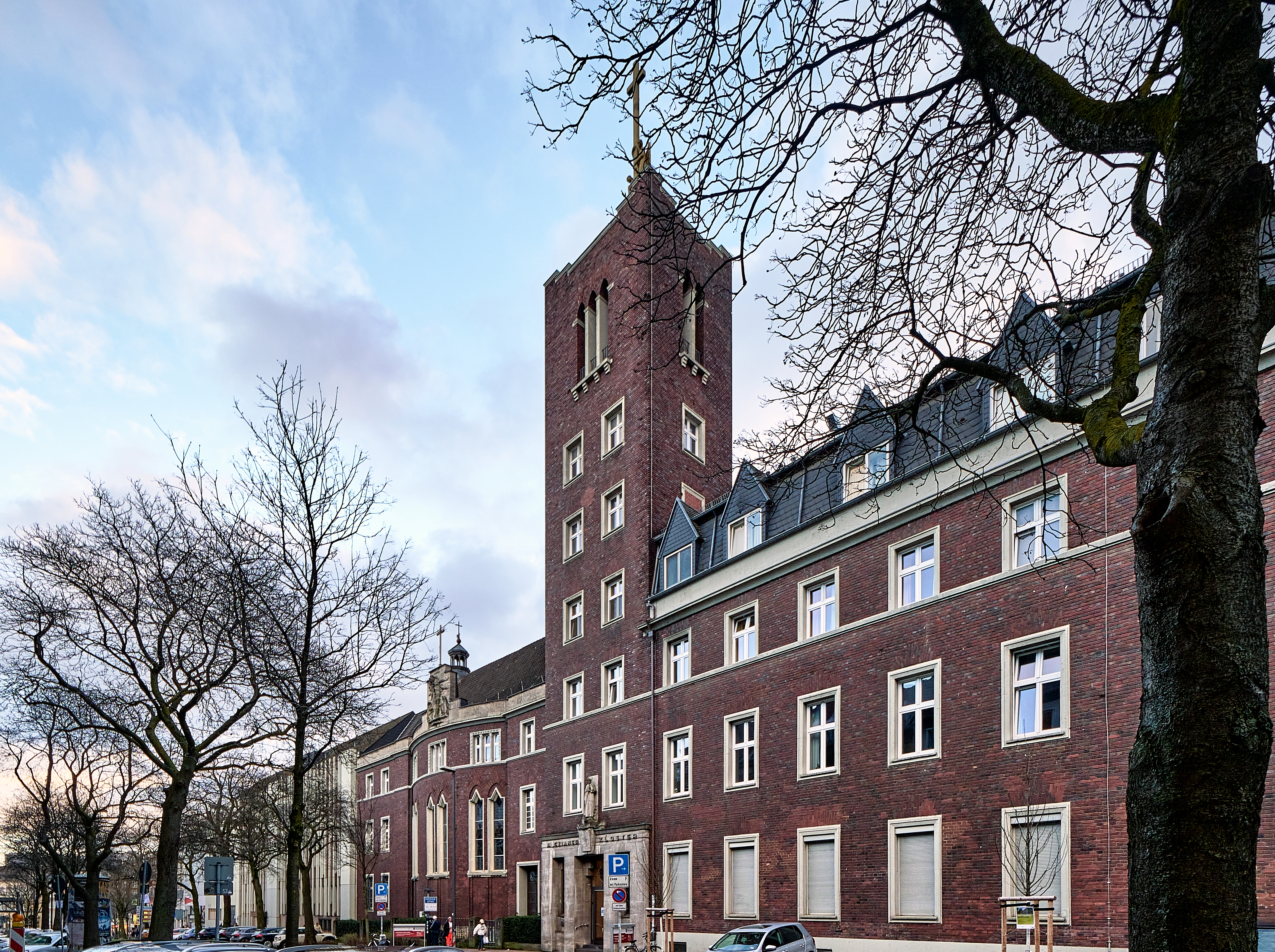
Haupteingang Alexianerkloster und -krankenhaus Aachen

Im Jahr 1334 gründeten einige Mitglieder der Begarden aus Köln, einer katholischen Ordensgemeinschaft für Laienbrüder in der Krankenpflege, auf einem Grundstück unmittelbar außerhalb der Stadtmauer Aachens in Höhe des damaligen Scherptores, eine Niederlassung, aus der sich im Jahr 1477 der Aachener Alexianerorden entwickelte. Er war ebenso wie die Ordensgemeinschaft in Köln ausschließlich für die Pflege kranker und behinderter Menschen zuständig und übernahm nach dem Rückgang der Pest und nach dem Ende des Dreißigjährigen Krieges etwa ab Mitte des 17. Jahrhunderts mit der Pflege psychisch kranker Menschen neue Aufgaben, was zur Entstehung der ersten psychiatrischen Klinik führte. Im Jahr 1865 erwarben die Alexianer in der Nähe der Goethestraße zusätzlich ein Landhaus mit dem Namen Villa Flatt. Dort richteten sie eine „Irrenanstalt für Männer“ und eine „Irrenanstalt für Frauen“ ein und ließen eine kleine Hauskapelle einbauen. Wegen akuten Platzmangels begannen sie bereits zwei Jahre später mit dem Bau eines neuen Hauses mit angrenzender Marienkapelle, der 1868 fertiggestellt wurde. Sie gaben der Männeranstalt den Namen Mariabrunn nach einer Quelle, die auf dem Grundstück freigelegt, als Brunnen eingefasst und mit einer Muttergottesstatue gekrönt wurde, wogegen die Frauenanstalt den Namen Mariaberg erhielt. Bereits im Jahr 1875 verkauften die Alexianer beide Häuser an die Stadt Aachen, die ihrerseits dort später eine neue Krankenanstalt errichten ließ und diese ab 1905 unter der Bezeichnung Städtisches St. Elisabeth-Krankenhaus dem Orden der Elisabethinnen übertrug.
Die stationäre Unterbringung und Behandlung psychisch Erkrankter fand zunächst in den erweiterten Räumlichkeiten des Alexianerklosters statt. Nach der Aufgabe der Anstalt Mariabrunn konnten im Jahr 1888 mit dem neuen „Quirinusbau“ an der Südseite des Haupthauses sowie im Jahr 1896 mit dem Anbau eines weiteren Krankenhausflügels diese Erweiterungsbauten möglich gemacht werden. Darüber hinaus wurden für den Krankenhausbetrieb weitere Gebäude aus der Umgebung erworben wie beispielsweise das Bürgerhaus Moirke, das bis in die 1920er-Jahre von der benachbarten Tuchfabrik Nellessen als Fabrikationshalle genutzt worden war. Zusätzlich kamen in neuester Zeit Räumlichkeiten und Häuser im Raum Aachen hinzu, in denen Sozialstationen und Wohnkomplexe für psychisch behinderte Menschen eingerichtet wurden.

## Medizinische Kompetenzen

### Krankenhausabteilungen
Das Fachkrankenhaus gliedert sich in die vier Abteilungen für Allgemeinpsychiatrie, Gerontopsychiatrie, Psychotherapie und Suchtmedizin mit zehn spezialisierten Stationen und vier Tageskliniken sowie einen Ambulanzbereich. In diesen Abteilungen werden verschiedene auf die Bedürfnisse des jeweiligen Patienten angepasste psychotherapeutische Verfahren und nach Bedarf eine Psychopharmakotherapie, Ergo-, Musik-, Physio- und Arbeitstherapie angeboten.
Seit 2018 ist an die zuvor genannten Abteilungen das „Medizinische Zentrum für Erwachsene mit geistiger Behinderung oder schweren Mehrfachbehinderungen“ für Personen aus der Stadt Aachen, und Städteregion Aachen sowie aus den Kreisen Düren und Heinsberg angeschlossen, wo komplexe Störungsbilder oder Wechselwirkungen der verschiedenen Beeinträchtigungen behandelt werden können.

### Wohneinrichtungen

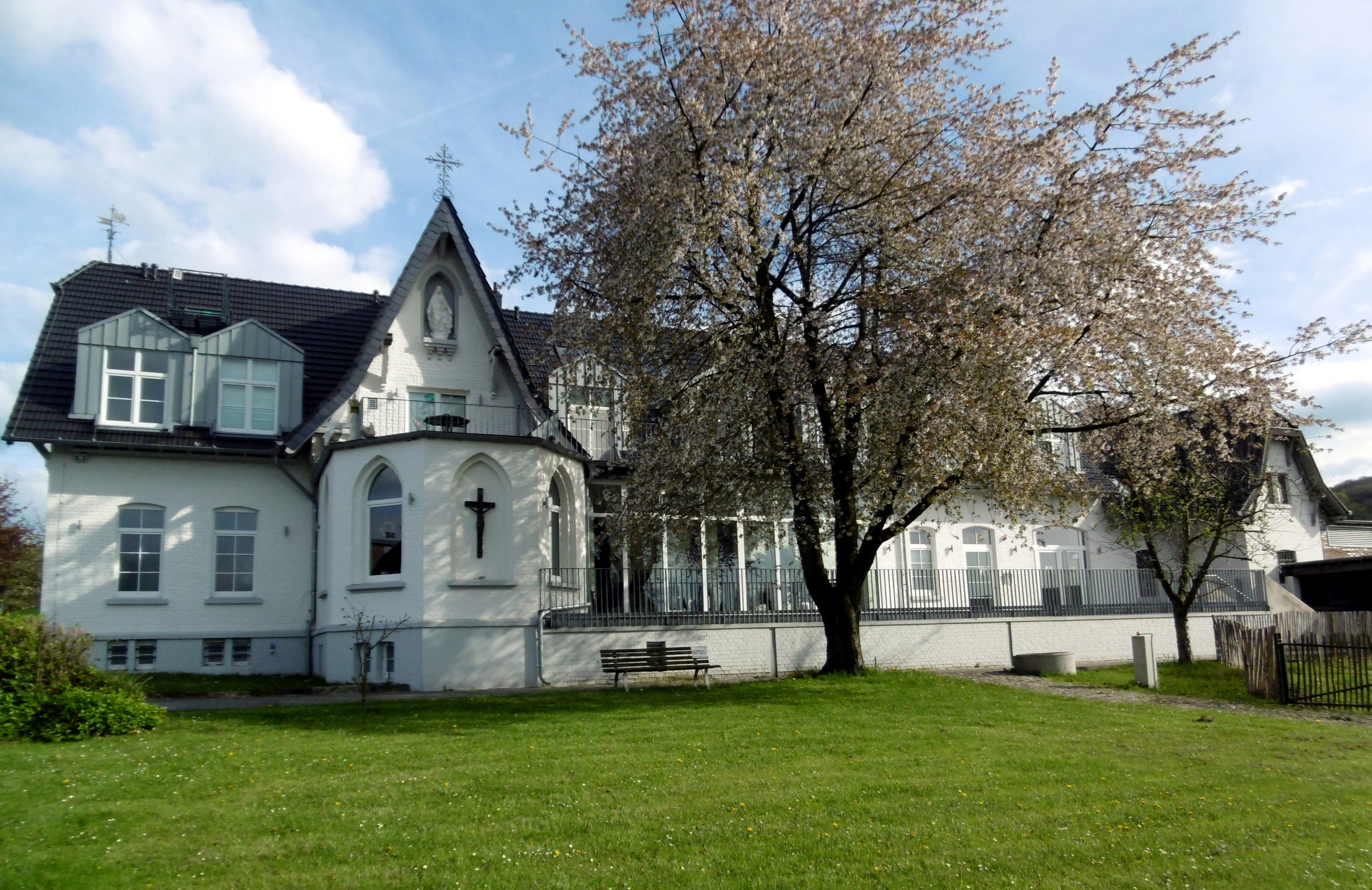
Maria Haus im Stadtteil Hanbruch

In sechs Wohneinrichtungen mit drei bis vier Wohngruppen zu jeweils sechs bis acht Personen bieten die Alexianer eine familiäre Atmosphäre an, bei denen den Betroffenen durch individuelle Hilfen ein Leben mit größtmöglicher Selbstbestimmtheit ermöglicht wird. Dies schließt die Teilhabe an Angeboten in der Umgebung sowie selbstständig organisierte Freizeit- und Sozialangebote mit ein. Die Einrichtungen im Einzelnen umfassen im Jahr 2020:
- „Haus Martin“ in der Innenstadt mit 24 Wohnplätzen in drei Wohngruppen für Menschen mit einer psychischen Behinderung und/oder einer Abhängigkeitserkrankung.
- „Haus Katharina“ im Aachener Nordviertel mit zwölf Wohnplätzen für Menschen mit psychischen Behinderungen.
- „Haus Michael“ ebenfalls im Nordviertel mit zwölf Wohnplätzen für Menschen mit geistigen und komplexen Mehrfachbehinderungen.
- „Haus Augustinus“ in Walheim mit 24 Wohnplätzen in drei Wohngruppen für Menschen mit psychischen Behinderungen.
- „Maria Haus“ im Stadtteil Aachen-Hanbruch mit 24 Wohnplätzen in vier Wohngruppen für Menschen mit psychischen Behinderungen. Diesem angeschlossen ist ein Biobauernhof, wo Menschen mit Behinderung ihre Fertigkeiten und Fähigkeiten im Garten- und Landschaftsbau, Gemüseanbau, im Bio-Laden, beim Handwerk und in der Hauswirtschaft bei geregelten Tagesstrukturen erproben können.
- „Haus Barbara“ in Alsdorf mit 24 Wohnplätzen in vier Wohngruppen für Menschen mit geistigen und komplexen Mehrfachbehinderungen.

### Pia causa – Zentrum für ambulante Dienstleistungen
In dem Bereich „Pia causa“ sind alle Maßnahmen zusammengefasst, die sich mit der ambulanten Pflege, der Alltagsbegleitung, der ambulanten psychiatrischen und gerontopsychiatrischen Fachpflege sowie mit dem ambulant betreuten Wohnen befassen.
Ziel der ambulanten psychiatrischen Fachpflege, einer Sonderform der häuslichen Krankenpflege soll sein, Menschen mit einer kurzzeitigen seelischen Erkrankung oder in seelischer Not zu helfen und dabei Krankenhausaufenthalte zu vermeiden oder zu notfalls zu verkürzen.
Bei dem ambulant betreuten Wohnen bietet das Alexianer-Krankenhaus Hilfestellung für Menschen mit Behinderungen oder in besonderen sozialen Schwierigkeiten an, um diesen ein noch weitgehend selbstständiges Leben in der eigenen Wohnung und im Sozialraum zu ermöglichen. Diese Maßnahmen können in ganz Aachen und in der Städteregion Aachen sowie in den Kreisen Heinsberg und Düren von der „pia causa“ in Anspruch genommen werden.

### Sonstige Kooperationen (Auswahl)
Das Alexianer-Krankenhaus ist an mehreren Aktionen beteiligt, die auf dem Gelände oder in der Nähe der Zentrale sowie in den verschiedenen Stadtteilen Aachens mehrere Angebote zur Integration psychisch kranker Menschen oder Menschen mit einer psychischen Behinderung in das öffentliche Gesellschaftsleben bereitstellen. Dazu zählen unter anderem:
- Das „Wohnhotel“ mit seinen 17 Plätzen als Integrationsangebot für in Aachen lebende psychisch kranke Menschen ohne festen Wohnsitz, das von der Alexianer GmbH mit der Stadt Aachen als städtische Übergangseinrichtung betrieben wird.
- Die „St. Alexius Stube“, die Bedürftigen mit Berechtigungsausweis die Möglichkeit anbietet, die Wärmestube und Suppenküche zu benutzen oder dort ein Butterbrotpaket zu empfangen.[2]
- Die „Kleiderkammer“ im Alexianer-Krankenhaus Aachen, die hilfsbedürftige Bürger sowie Patienten des Krankenhauses, die nicht über ausreichende Kleidung verfügen, aufsuchen können.
- Das „Café Kontakt“, ein öffentliches Café für Klienten, Patienten, Angehörige, Besucher und externe Gäste, in dem Menschen mit psychischer Behinderung die Möglichkeit zur gesellschaftlichen Teilhabe am Arbeitsleben erhalten und durch ihre Mitarbeit im Café im Rahmen der Arbeitstherapie ihre Belastungsfähigkeit unter Anleitung durch qualifizierte Fachkräfte entwickeln können.[3]
- Das „Verkaufsatelier Kunstvoll“, wo handgefertigte Kunstwerke und hochwertige kunsthandwerkliche Produkte unter dem Markennamen „Alaixart“, die von psychisch beeinträchtigten Menschen im Rahmen einer tagesstrukturierenden Maßnahme oder im Rahmen einer ambulanten Arbeitstherapie angefertigt worden sind, erworben werden können.[4]
- Die „Jobvermittlung“ in Zusammenarbeit mit dem Jobcenter des Arbeitsamtes, bei der zum einen das Alexianer-Krankenhaus Menschen mit Behinderung sozialversicherungspflichtige Integrationsarbeitsplätze in verschiedenen Bereichen oder für leistungsgeminderte Menschen mit Behinderung Zuverdienstarbeitsplätze im Rahmen einer geringfügigen Beschäftigung im eigenen Haus zur Verfügung stellt oder zum anderen Menschen mit Behinderung oder mit multiplen Vermittlungshemmnissen durch geeignete Betreuungsmaßnahmen in sozialversicherungspflichtige Beschäftigungen des ersten Arbeitsmarktes vermittelt.
- Das „Radio @m Alex“, ein Lokalsender im Internet, bei dem unter fachlicher Anleitung rund 20 Menschen im Rahmen der gesellschaftlichen Wiedereingliederung die Möglichkeit erhalten, mit individuellen sinnstiftenden und zielführenden Beschäftigungs- und Entwicklungsmöglichkeiten Radioprogramme zu gestalten. Als Projekt mit sozial- und lokalradiospezifischem Charakter erhielt „Radio @m Alex“ im Jahr 2013 den Preis „Presse Ente“ des Bezirksvereins Aachener Presse im Deutschen Journalisten-Verband (DJV).[5] Im Zuge von Umstrukturierungen wurde aus Radio @m Alex inzwischen die Medienwerkstatt Alex mit deutlich abgespecktem Angebot.